# Платан
Платан (Platanus) је род дикотиледоних скривеносеменица из истоимене фамилије. Обухвата 10 врста. Биљке платани су листопадно дрвеће висине до 40 метара. Веома омиљено дрво у урбаним срединама. Многи булевари светских метропола дугују део свог шарма овом прелепом дрвећу.
Сви зрели припадници рода Platanus су високи и достижу висину од 30–50 m (98—164 стопа). Сви осим P. kerrii су листопадни, а већина се налази у приобалним или другим мочварним стаништима у дивљини, иако се показује отпорним на сушу у узгоју. Хибридни лондонски платан (Platanus × acerifolia) показао се посебно толерантним на урбане услове, и био је широко засађен у Лондону и другде у Уједињеном Краљевству.
На енглеском су често познати као planes или plane дрвеће. Раније коришћено име које је сада ретко је plantain дрво (што не треба мешати са другим, неповезаним врстама тим именом). Неке северноамеричке врсте се зову sycamores (посебно Platanus occidentalis), иако се тај израз користи и за неколико неповезаних врста дрвећа. Име рода Platanus потиче од старогрчког πλάτανος, што се односио на Platanus orientalis.

## Ботаника
Цветови су редуковани и формирани у виду куглица (кугласте главице); 3–7 длакавих чашица може бити срасло у основи, а 3-7 латице су облика лопатица. Мушки и женски цветови су одвојени, али се налазе на истој биљци (једнодомни). Број главица у једном грозду (цвасти) је индикативан за врсту (погледајте табелу испод). Мушки цвет има 3–8 прашника; женка има горњи јајник са 3–7 плодова. Платани се опрашују ветром. Мушке цветне главице отпадају након одбацивања полена.
Након опрашивања, женски цветови постају семенке које формирају агрегатну лопту. Плод је вишеструки ахенес (биљна систематика, Симпсон М. Г, 2006). Обично је језгро лопте пречника 1  и прекривено је мрежом од 1 , која се може огулити. Лопта је пречника 2,5–4  и садржи неколико стотина семенки, од којих свака има једну семенку и купаста је, са врхом причвршћеним надоле за мрежу на површини лопте. Ту је и чуперак многих танких, чврстих влакана жуто-зелених чекиња причвршћених за основу сваке семенке. Ове чекиње помажу у растурању плодова ветром као код маслачка.
Листови су једноставни и наизменични. У подроду Platanus имају дланасти обрис. Основа лисне дршке (петељке) је увећана и потпуно обавија млади пупољак стабљике у свом пазуху. Аксиларни пупољак се открива тек након што лист опадне.
Зрела кора се лако љушти или пили у виду мрља неправилног облика, стварајући ишаран, љускав изглед. На старим деблима могуће је да се кора неће љуштити, већ се згушњава и пуца.

## Филогенија
Постоје два подрода, подрод Castaneophyllum који садржи аномалну P. kerrii, и подрод Platanus, са свим осталим врстама; недавне студије у Мексику повећале су број прихваћених врста у овом подроду. Унутар подрода Platanus, генетски докази сугеришу да је P. racemosa ближи роду P. orientalis него другим северноамеричким врстама. Фосилни запис листова и плодова који се могу идентификовати као Plantanus почиње у палеоцену. Упркос географској раздвојености између Северне Америке и Старог света, врсте са ових континената се могу лако укрштати, што резултира плодним хибридима као што је лондонска сорта.
- Стабло Platanus orientalis старо 2045 из Нагорно-Карабаха.
- Платан, Аранђеловац
- Фосилни Platanus лист из палеоцена у Алберти, Канада.
- Фосилни Platanus плод из палеоцена у Алберти, Канада.

## Врсте
Признате врсте платана су:
| Ботанички назив                                                                            | Уобичајени називи                                                        | Дистрибуција                                                                | Цветне главе | Белешке                |
| ------------------------------------------------------------------------------------------ | ------------------------------------------------------------------------ | --------------------------------------------------------------------------- | ------------ | ---------------------- |
| Platanus × acerifolia (P. occidentalis × P. orientalis; syn. P. × hispanica, P. × hybrida) | лондонски сој, хибридни сој                                              | култивационо порекло                                                        | 1–6          | Подрод Platanus        |
| Platanus chiapensis                                                                        | чијапаски обични                                                         | југоисточни Мексико                                                         | ?            | Подрод Platanus        |
| Platanus gentryi                                                                           | џентријски обични                                                        | западни Мексико                                                             | ?            | Подрод Platanus        |
| Platanus kerrii                                                                            | керов обични                                                             | Лаос, Вијетнам                                                              | 10–12        | Подрод Castaneophyllum |
| Platanus mexicana                                                                          | мексички платан, мексички обични                                         | северни и централни Мексико                                                 | 1–4          | Подрод Platanus        |
| Platanus oaxacana                                                                          | оахачки платан                                                           | јужни Мексико                                                               | ?            | Подрод Platanus        |
| Platanus occidentalis                                                                      | амерички платан, амерички обични, батонвуд, западни платан, водена буква | источна Северна Америка                                                     | 1–2          | Подрод Platanus        |
| Platanus rzedowskii                                                                        | Рзедовскијев обични, Рзедовскијев платан                                 | источни Мексико                                                             | 1-2          | Подрод Platanus        |
| Platanus orientalis                                                                        | оријентални платан                                                       | југоисточна Европа, југоисточна Азија                                       | 3–6          | Подрод Platanus        |
| Platanus racemosa                                                                          | калифорнијски платан, западни платан, алисо                              | Калифорнија, Доња Калифорнија                                               | 3–7          | Подрод Platanus        |
| Platanus wrightii                                                                          | аризонски платан                                                         | југозападне Сједињене Државе (Аризона, Нови Мексико), северозападни Мексико | 2–4          | Подрод Platanus        |

## Болести
Платани су подложни антракнози (Apiognomonia veneta), гљивичној болести која може да дефолира дрвеће у неким годинама. Најтеже инфекције су повезане са хладним, влажним пролећним временом. P. occidentalis и друге америчке врсте су најосетљивије, док је P. orientalis најотпорнији. Хибридни лондонски платан је средње отпоран.
Ceratocystis platani, болест увенућа, постала је значајан проблем последњих година у већем делу Европе. Северноамеричке врсте су углавном отпорне на болест, са којом су вероватно заједно еволуирале, док су врсте старог света веома осетљиве.
Друге болести као што је пепелница се јављају често, али су од мањег значаја.
Врсте Platanus се користе као биљке за исхрану од стране ларви неких врста Lepidoptera, укључујући Phyllonorycter platani и Xestia c-nigrum.
У 21. веку болест, опште позната као масарија болест, напала је платане широм Европе. Њу узрокује гљива Splanchnonema platani, која изазива велике лезије на горњим странама грана.

## Употребе
Основна употреба ових стабала је као украсно дрвеће, посебно у урбаним срединама и поред путева. Лондонски платан је посебно популаран за ову сврху. Амерички платан се понекад култивише ради дрвета и вођена су истраживања о његовој употреби као усева биомасе. Оријентални платан се широко користи као украс, а такође има низ мањих медицинских употреба.

## Културна историја
Најзначајнији аспекти културне историје односе се на Platanus orientalis у Старом свету. Ово дрво је важан део књижевне сценографије Платоновог дијалога Федар. Због Платона, дрво је такође играло важну улогу у сценографији Цицероновог Де Оратора. Ово дрвеће је такође пружало хлад под којим су се одржавале чувене Аристотелове и Платонове филозофске школе. Хендлова опера Серсе садржи чувену арију „Ombra mai fu“, коју главни лик пева у славу свог омиљеног платана.
Платан је био чест мотив у класичној кинеској поезији као отелотворење тужних осећања због његовог јесењег осипања лишћа.
Легендарно суво дрво које је први забележио Марко Поло је вероватно био платан. Према легенди, означавао је место битке између Александра Великог и Дарија III.
Немачки маскирни образац Platanenmuster („узорак платана“), који је 1937–1942 дизајнирао Јохан Георг Ото Шик, био је први тачкасти маскирни патерн.